# René Houseman
René Orlando Houseman (ur. 19 lipca 1953 w La Banda; zm. 22 marca 2018 w Buenos Aires) – argentyński piłkarz, który podczas kariery występował na pozycji pomocnika.

## Kariera klubowa
Houseman rozpoczynał piłkarską karierę w klubie Defensores de Belgrano Buenos Aires, a do pierwszej drużyny trafił już w 1971 w wieku 18 lat. Zespół grał jednak zaledwie w Primera C (odpowiednik 3. ligi), ale w 1972 Houseman był jednym z autorów awansu o klasę wyżej. W 1973 po dobrej grze w swoim macierzystym klubie przeniósł się do pierwszoligowego Huracanu Buenos Aires. W pierwszym sezonie gry wygrał fazę Metropolitano, ale potem przez kolejne 7 lat gry w tym klubie nie osiągnął już znaczących sukcesów. W 1981 zgłosił się po niego jeden z najbardziej utytułowanych klubów w kraju, River Plate, ale René spędził tam tylko jeden sezon i nie prezentował tak dobrej formy jak w Huracanie. W 1982 Houseman wyjechał zagranicę do chilijskiego CSD Colo-Colo, gdzie grał przez sezon, a następnie rok spędził w Republice Południowej Afryki, grając dla tamtejszego zespołu AmaZulu F.C. W 1984 zawodnik wrócił do ojczyzny i podpisał roczny kontrakt z CA Independiente, z którym wywalczył Copa Libertadores (wystąpił w finałowych meczach z Grêmio Porto Alegre). Następnie przez rok grał w zespole Excursionistas z niższej ligi, a potem w wieku 32 lat zakończył piłkarską karierę.

## Kariera reprezentacyjna
W reprezentacji Argentyny Houseman zadebiutował w 1973. Rok później został powołany przez selekcjonera Vladislao Capa do kadry na finały mistrzostw świata w RFN. Tam był zawodnikiem podstawowej jedenastki i zagrał we wszystkich 3 meczach grupowych: z Polską (2:3), Włochami (1:1) i Haiti (4:1), a w dwóch ostatnich zdobywał gole. Potem wystąpił także w meczach drugiej rundy, po której Argentyna odpadła z mundialu, ale w ostatnim meczu z NRD (1:1) strzelił swojego trzeciego gola na tych mistrzostwach.
4 lata później Houseman znalazł się w kadrze na mistrzostwa świata, których Argentyna była gospodarzem. Na mundialu czasami miał pewne miejsce w podstawowej jedenastce, a czasami wchodził na boisko z ławki rezerwowych. Wystąpił także w wygranym 3:1 po dogrywce finale z Holandią (w 75. minucie zmienił Oscara Alberto Ortiza), dzięki czemu mógł świętować największy sukces w karierze - mistrzostwo świata.
W reprezentacji Argentyny grał do 1979, a wystąpił w niej w 55 meczach i zdobył 13 bramek.

## Śmierć
Zmarł w wieku 64 lat w następstwie choroby nowotworowej.

## Sukcesy

### Klubowe
Defensores de Belgrano
- Primera C: 1972

Huracán
- Primera División: 1973 Metropolitano

Independiente
- Copa Libertadores: 1984
- Puchar Interkontynentalny: 1984

### Reprezentacyjna
Argentyna
- Złoty medal mistrzostw świata: 1978